# Primera División (Chile) 2006 Apertura
Die Apertura der Primera División 2006, auch unter dem Namen Campeonato Nacional Apertura Copa Banco del Estado 2006 bekannt, war die 79. Spielzeit der Primera División, der höchsten Spielklasse im Fußball in Chile. Die Saison begann am 27. Januar und endete am 2. Juli.
Die Saison wurde wie bereits in den Vorjahren in zwei eigenständige Halbjahresmeisterschaften, der Apertura und Clausura, unterteilt. Deportes Concepción wurde wegen finanzieller Probleme von der Saison 2006 ausgeschlossen.
Die Meisterschaft gewann das Team von CSD Colo-Colo, das sich im Finale nach Elfmeterschießen gegen CF Universidad de Chile durchsetzen konnte. Für den Rekordmeister war es der 24. Meisterschaftstitel, der sich damit gleichzeitig für die Copa Libertadores 2007 qualifizierte. Meistertrainer Claudio Borghi hatte nach der Insolvenz des Vereins ein Team mit entwicklungsfähigen Spielern aus der Jugend oder unteren Ligen wie Matías Fernández, Claudio Bravo, Gonzalo Fierro und Arturo Vidal sowie den bereits im Kader stehenden Humberto Suazo und Jorge Valdivia aufgebaut.
Für die Copa Sudamericana 2006 qualifizierten sich die beiden punktbesten Teams der Ligaphase CSD Colo-Colo und CD Huachipato. Die Absteiger werden anhand der Gesamttabelle am Ende der Clausura ermittelt.

## Modus
Die 20 Teams spielen einmalig jeder gegen jeden. Aufgegliedert in vier Gruppen à 5 Teams kommt Gruppensieger in die Finalrunde. Dazu kommen die beiden besten Gruppenzweiten sowie die beiden Sieger aus den Entscheidungsspielen zwischen den beiden weiteren Gruppenzweiten und den beiden punktbesten Teams, die noch nicht qualifiziert sind. Bei Unentschieden kommt das Team mit mehr Punkten aus der Ligaphase in die Finalrunde.
Die Finalrunde findet im K.-o.-System mit Hin- und Rückspiel statt. Sieger ist das Team mit mehr Toren in beiden Spielen. Die Auswärtstorregel findet keine Anwendung, sondern bei Torgleichstand geht es ins Elfmeterschießen. Für die Copa Sudamericana qualifizieren sich die beiden punktbesten Mannschaften der Ligaphase. Die Absteiger werden am Ende der Clausura anhand der Gesamttabelle ermittelt.

## Teilnehmer
Die Absteiger der Vorsaison Deportes Temuco, Unión San Felipe und Deportes Melipilla wurden durch die Aufsteiger aus der Primera B CD Santiago Morning, Deportes Antofagasta und CD O’Higgins ersetzt. Folgende Vereine nahmen daher an der Meisterschaft 2006 teil:
| Mannschaft                | Stadt             |
| ------------------------- | ----------------- |
| Audax Italiano            | Santiago de Chile |
| CD Cobreloa               | Calama            |
| CD Cobresal               | El Salvador       |
| CSD Colo-Colo             | Santiago de Chile |
| Coquimbo Unido            | Coquimbo          |
| Deportes Antofagasta      | Antofagasta       |
| Deportes La Serena        | La Serena         |
| Deportes Puerto Montt     | Puerto Montt      |
| Everton                   | Viña del Mar      |
| CD Huachipato             | Talcahuano        |
| CD O’Higgins              | Rancagua          |
| CD Palestino              | Santiago de Chile |
| Rangers de Talca          | Talca             |
| Santiago Morning          | Santiago de Chile |
| Santiago Wanderers        | Valparaíso        |
| Universidad Católica      | Santiago de Chile |
| Universidad de Chile      | Santiago de Chile |
| Universidad de Concepción | Concepción        |
| Unión Española            | Santiago de Chile |

## Ligaphase

### Gruppe A
| Pl. | Verein                    | Sp. | S | U | N  | Tore    | Diff. | Punkte |
| --- | ------------------------- | --- | - | - | -- | ------- | ----- | ------ |
| 1.  | Universidad de Concepción | 18  | 9 | 6 | 3  | 031:220 | +9    | 33     |
| 2.  | Audax Italiano            | 18  | 9 | 5 | 4  | 032:220 | +10   | 32     |
| 3.  | Universidad Católica (M)  | 18  | 9 | 5 | 4  | 027:200 | +7    | 32     |
| 4.  | CD Cobresal               | 18  | 6 | 4 | 8  | 026:320 | −6    | 22     |
| 5.  | Santiago Wanderers        | 18  | 5 | 2 | 11 | 016:300 | −14   | 17     |

### Gruppe B
| Pl. | Verein                  | Sp. | S  | U | N  | Tore    | Diff. | Punkte |
| --- | ----------------------- | --- | -- | - | -- | ------- | ----- | ------ |
| 1.  | Universidad de Chile    | 18  | 10 | 5 | 3  | 027:200 | +7    | 35     |
| 2.  | Deportes La Serena      | 18  | 5  | 7 | 6  | 032:310 | +1    | 22     |
| 3.  | Everton                 | 18  | 5  | 6 | 7  | 020:270 | −7    | 21     |
| 4.  | Coquimbo Unido          | 18  | 3  | 8 | 7  | 016:260 | −10   | 17     |
| 5.  | CD Santiago Morning (N) | 18  | 2  | 6 | 10 | 015:310 | −16   | 12     |

### Gruppe C
| Pl. | Verein                   | Sp. | S  | U | N | Tore    | Diff. | Punkte |
| --- | ------------------------ | --- | -- | - | - | ------- | ----- | ------ |
| 1.  | CSD Colo-Colo            | 18  | 13 | 1 | 4 | 054:220 | +32   | 40     |
| 2.  | CD Cobreloa              | 18  | 9  | 3 | 6 | 032:240 | +8    | 30     |
| 3.  | Unión Española           | 18  | 8  | 4 | 6 | 024:210 | +3    | 28     |
| 4.  | Deportes Antofagasta (N) | 18  | 5  | 6 | 7 | 026:310 | −5    | 21     |
| 5.  | Deportes Puerto Montt    | 18  | 4  | 5 | 9 | 033:320 | +1    | 17     |

### Gruppe D
| Pl.                                | Verein           | Sp. | S  | U | N  | Tore    | Diff. | Punkte |
| ---------------------------------- | ---------------- | --- | -- | - | -- | ------- | ----- | ------ |
| 1.                                 | CD Huachipato    | 18  | 11 | 3 | 4  | 032:190 | +13   | 36     |
| 2.                                 | CD O’Higgins (N) | 18  | 5  | 6 | 7  | 026:310 | −5    | 21     |
| 3.                                 | CD Palestino     | 18  | 4  | 4 | 10 | 022:350 | −13   | 16     |
| 4.                                 | Rangers de Talca | 18  | 4  | 4 | 10 | 026:400 | −14   | 16     |
| Quelle: rsssf.org, Stand: Endstand |                  |     |    |   |    |         |       |        |

| (M) | Vorjahresmeister |
| (N) | Aufsteiger       |

## Entscheidungsspiel um die Teilnahme zur Finalrunde
|                      | Ergebnis |                    |
| -------------------- | -------- | ------------------ |
| Unión Española       | 2:2      | Deportes La Serena |
| Universidad Católica | 1:1      | CD O’Higgins       |

Damit qualifizieren sich die Unión Española und der Universidad Católica durch die höhere Punktzahl in der Liga für die Finalrunde.

## Finalrunde

### Viertelfinale
|                      | Gesamt |                              | Hinspiel | Rückspiel |
| -------------------- | ------ | ---------------------------- | -------- | --------- |
| Audax Italiano       | 2:3    | CD Universidad de Concepción | 2:1      | 0:2       |
| Universidad Católica | 3:5    | Universidad de Chile         | 2:2      | 1:3       |
| CD Cobreloa          | 3:5    | CD Huachipato                | 3:1      | 0:4       |
| Unión Española       | 0:9    | CSD Colo-Colo                | 0:4      | 0:5       |

### Halbfinale
|                              | Gesamt |               | Hinspiel | Rückspiel |
| ---------------------------- | ------ | ------------- | -------- | --------- |
| CF Universidad de Chile      | 8:3    | CD Huachipato | 6:1      | 2:2       |
| CD Universidad de Concepción | 3:6    | CSD Colo-Colo | 3:4      | 0:2       |

### Finale
Das Hinspiel fand am 28. Juni, das Rückspiel am 2. Juli statt.
|                         | Gesamt          |               | Hinspiel | Rückspiel |
| ----------------------- | --------------- | ------------- | -------- | --------- |
| CF Universidad de Chile | 2:2 (2:4 i. E.) | CSD Colo-Colo | 1:2      | 1:0       |

Mit dem Erfolg gewann CSD Colo-Colo seinen 24. Meisterschaftstitel.

## Beste Torschützen
| Rang | Spieler          | Klub                    | Tore |
| ---- | ---------------- | ----------------------- | ---- |
| 1    | Humberto Suazo   | CSD Colo-Colo           | 19   |
| 2    | Matías Fernández | CSD Colo-Colo           | 14   |
| 3    | Rodrigo Millar   | CD Huachipato           | 13   |
|      | Leonardo Monje   | Deportes Puerto Montt   | 13   |
|      | Juan Quiroga     | CD Cobresal             | 13   |
| 6    | Héctor Mancilla  | CSD Colo-Colo           | 12   |
| 7    | Herly Alcázar    | CF Universidad de Chile | 11   |